# Apristurus internatus
Apristurus internatus – gatunek ryby chrzęstnoszkieletowej z rodziny Pentanchidae, występujący w zachodnim Oceanie Spokojnym w wodach Morza Wschodniochińskiego. Samce osiągają około 40 cm, a samice 42 cm. Podobnie jak inne Pentanchidae, jest jajorodny.